# 구불정맥굴고랑
구불정맥굴고랑(groove for sigmoid sinus)은 뒤머리뼈우묵에 있는 고랑이다. 뒤통수뼈 가쪽부분에서 시작하여 목정맥구멍돌기를 둘러싸며 돌고, 마루뼈의 아래뒤각에서 끝난다.

## 같이 보기
- 구불정맥굴